# Diagonalmatrix
Als Diagonalmatrix bezeichnet man in der linearen Algebra eine quadratische Matrix, bei der alle Elemente außerhalb der Hauptdiagonale Null sind. Diagonalmatrizen sind deshalb allein durch die Angabe ihrer Hauptdiagonalen bestimmt. 
Für Diagonalmatrizen lässt sich die Matrixmultiplikation und die Inversenbildung einfacher als bei einer voll besetzten Matrix berechnen.
Wird eine lineare Abbildung auf einem endlichdimensionalen Vektorraum mithilfe einer Diagonalmatrix dargestellt, so können die Eigenwerte der Abbildung aufgrund des Spektralsatzes direkt abgelesen werden.
Eine quadratische {\displaystyle n}-dimensionale Matrix {\displaystyle A} heißt diagonalisierbar, wenn es eine Diagonalmatrix {\displaystyle D_{A}} gibt, zu der sie ähnlich ist, das heißt, wenn eine reguläre Matrix {\displaystyle S} so existiert, dass {\displaystyle D_{A}=S^{-1}AS} bzw. {\displaystyle SD_{A}=AS} gilt.

## Definition
Eine quadratische Matrix {\displaystyle D} über einem Körper {\displaystyle K} (zum Beispiel den reellen Zahlen {\displaystyle K=\mathbb {R} })
{\displaystyle D={\begin{pmatrix}d_{11}&0&\cdots &0\\0&d_{22}&\ddots &\vdots \\\vdots &\ddots &\ddots &0\\0&\cdots &0&d_{nn}\end{pmatrix}}},
deren Elemente {\displaystyle d_{ij}\in K} mit {\displaystyle i\neq j} alle gleich Null sind, heißt Diagonalmatrix. Häufig schreibt man dafür 
{\displaystyle D=\operatorname {diag} (d_{1},d_{2},\dotsc ,d_{n}):={\begin{pmatrix}d_{1}&0&\cdots &0\\0&d_{2}&\ddots &\vdots \\\vdots &\ddots &\ddots &0\\0&\cdots &0&d_{n}\end{pmatrix}}}.

## Beispiele

### Zahlenbeispiel
Die {\displaystyle 3\times 3}-Matrix
{\displaystyle \operatorname {diag} \left(1,3,5\right)={\begin{pmatrix}1&0&0\\0&3&0\\0&0&5\end{pmatrix}}}
ist eine Diagonalmatrix.

### Besondere Diagonalmatrizen
- Die Einheitsmatrix ist ein Spezialfall einer Diagonalmatrix, bei der alle Elemente der Hauptdiagonale den Wert {\displaystyle 1} haben.
- Die quadratische Nullmatrix ist ein Spezialfall einer Diagonalmatrix, bei der alle Elemente der Hauptdiagonale den Wert {\displaystyle 0} haben.
- Stimmen bei einer Diagonalmatrix sämtliche Zahlen auf der Hauptdiagonale überein, spricht man auch von Skalarmatrizen.[1] Skalarmatrizen sind also skalare Vielfache der Einheitsmatrix {\displaystyle I_{n}=\operatorname {diag} (1,1,\dotsc ,1)}. Die Gruppe der von der Nullmatrix verschiedenen Skalarmatrizen ist das Zentrum der allgemeinen linearen Gruppe {\displaystyle GL(n,\mathbb {R} )}.

## Eigenschaften von Diagonalmatrizen
- Die jeweiligen Diagonalmatrizen bilden einen kommutativen Unterring des Rings der quadratischen {\displaystyle n\times n}-Matrizen.
- Die Determinante einer Diagonalmatrix ist das Produkt der Einträge auf der Hauptdiagonale:
{\displaystyle \det \left(\operatorname {diag} \left(d_{1},d_{2},\dotsc ,d_{n}\right)\right)=d_{1}\cdot d_{2}\dotsm d_{n}=\prod _{i=1}^{n}d_{i}}
- Die Adjunkte einer Diagonalmatrix ist ebenfalls wieder eine Diagonalmatrix.
- Diagonalmatrizen sind symmetrisch und normal. Wenn sie reelle Einträge haben, sind sie sogar selbstadjungiert.

## Rechenoperationen

### Matrizenaddition, Skalarmultiplikation und Matrizenmultiplikation, Transposition
Die Matrizenaddition, Skalarmultiplikation und Matrizenmultiplikation gestalten sich bei Diagonalmatrizen sehr einfach:
{\displaystyle \operatorname {diag} (a_{1},a_{2},\dots ,a_{n})\cdot \operatorname {diag} (b_{1},b_{2},\dots ,b_{n})=\operatorname {diag} (a_{1}\cdot b_{1},a_{2}\cdot b_{2},\dots ,a_{n}\cdot b_{n})}
Multiplikation einer Matrix {\displaystyle A} von links mit einer Diagonalmatrix (also {\displaystyle D\cdot A}) entspricht der Multiplikation der Zeilen von {\displaystyle A} mit den entsprechenden Diagonaleinträgen. Die entsprechende Multiplikation von rechts entspricht der Multiplikation der Spalten von {\displaystyle A} mit den Diagonaleinträgen. 
Für jede Diagonalmatrix {\displaystyle D} gilt, dass sie symmetrisch ist, folglich gilt: {\displaystyle D=D^{T}}.

### Berechnung der Inversen
Eine Diagonalmatrix ist genau dann invertierbar, wenn keiner der Einträge auf der Hauptdiagonale {\displaystyle 0} ist. Die inverse Matrix berechnet sich dann wie folgt:
{\displaystyle \operatorname {diag} \left(d_{1},d_{2},\dots ,d_{n}\right)^{-1}=\operatorname {diag} \left(d_{1}^{-1},d_{2}^{-1},\dots ,d_{n}^{-1}\right)}
Für die Pseudoinverse einer beliebigen Diagonalmatrix gilt: 
{\displaystyle \operatorname {diag} \left(d_{1},d_{2},\dots ,d_{n}\right)^{+}=\operatorname {diag} \left(d_{1}^{+},d_{2}^{+},\dots ,d_{n}^{+}\right)}
mit {\displaystyle d_{i}^{+}=d_{i}^{-1}} für {\displaystyle d_{i}\neq 0} und {\displaystyle d_{i}^{+}=0} für {\displaystyle d_{i}=0}, {\displaystyle i=1,\dotsc ,n}. 
Damit kann beispielsweise bei einer bestehenden Singulärwertzerlegung die Pseudoinverse {\displaystyle A^{+}} sehr effizient berechnet werden: {\displaystyle A^{+}=V\Sigma ^{+}U^{T}}.

## Invertierbare Diagonalmatrizen
In der Theorie algebraischer Gruppen wird eine Gruppe, die isomorph zu einem endlichen Produkt von Kopien der multiplikativen Gruppe eines Körpers ist, als algebraischer Torus oder einfach als Torus bezeichnet. 
Wie man leicht sieht, ist das Produkt von {\displaystyle n} Kopien der multiplikativen Gruppe des Körpers {\displaystyle K} isomorph zur Gruppe der invertierbaren {\displaystyle n\times n}-Diagonalmatrizen über dem Körper {\displaystyle K}.